# Enrico Riccobon
Enrico Riccobon (Bolzano, 29 marzo 1995) è un mezzofondista italiano.

## Biografia
Nato a Bolzano, ma trasferitosi sin da piccolo a Belluno. Dopo aver giocato a calcio per dieci anni, i successi ottenuti ai giochi della gioventù nel 2010, con la vittoria dei 1000 metri ai campionati nazionali studenteschi, lo portano a intraprendere la strada dell'atletica.
Sin dai primi anni si distingue in campo nazionale con i colori dell'Athletic Club Belluno riuscendo a conquistare da allievo un secondo posto ai campionati italiani di Rieti 2011, per poi riuscire a vincere nell'anno successivo a Firenze, sempre nella specialità degli 800 metri.
Al primo anno junior si conferma campione italiano all'aperto nel doppio giro, segnando inoltre il suo approdo nell'atletica internazionale con la prima maglia azzurra giovanile ai campionati europei di Rieti, dove raggiunge le semifinali degli 800 metri. Nel 2014 è nuovamente tra i migliori specialisti del panorama nazionale vincendo al coperto i 1500 metri ai campionati italiani di Ancona e collezionando all'aperto il secondo titolo italiano negli 800. Questi risultati gli valgono rispettivamente due nuove chiamate in azzurro, una al triangolare Italia-Francia-Germania di Halle, l'altra ai mondiali juniores di Eugene, rassegna iridata in cui nuovamente conquista le semifinali nei metri 800.
Le annate Under 23 arricchiscono il palmares di altri titoli italiani giovanili, negli 800 indoor del 2016 e nei 1500 outdoor del 2017, senza contare i numerosi podi costantemente raggiunti dal mezzofondista bellunese in entrambe le specialità. Nel 2015 e 2017 arrivano soprattutto altre due convocazioni in nazionale agli europei U23 di Tallin negli 800 metri e agli europei U23 di Bydgoszcz nei 1500, rassegne in cui il percorso di Riccobon non supera però le batterie qualificatorie.
Passato nel 2017 tra le fila dell'Atletica Brugnera Friulintagli, conquista nel 2019 il primo titolo italiano assoluto ai campionati nazionali indoor di Ancona nei 1500 metri con il tempo di 3'44"97, inaugurando un'annata che lo porterà a vestire la prima maglia azzurra in nazionale maggiore alle Universiadi di Napoli, dove conquista il quinto posto in finale negli 800, e in seguito ai Giochi europei di Minsk.
È laureato in Marketing e Organizzazione d'impresa.

## Palmarès
| 2013 | Europei U20            | Rieti     | 800 m piani  | Semifinali | 1'51"04 |    |
| 2014 | Incontro Int.le indoor | Halle     | 1500 m piani | Batteria   | DQ      |    |
| 2014 | Mondiali juniores      | Eugene    | 1500 m piani | Semifinali | 1'49"40 |    |
| 2015 | Europei U23            | Tallinn   | 800 m piani  | Batteria   | 1'53"53 |    |
| 2017 | Europei U23            | Bydgoszcz | 1500 m piani | Batteria   | 3'45"89 |    |
| 2019 | Universiadi            | Napoli    | 800 m piani  | Finali     | 1'48"58 | 5° |
| 2019 | Giochi europei         | Minsk     |              |            |         |    |

## Campionati nazionali
- 1 volta campione nazionale assoluto indoor dei 1500 m piani (2019)

2011
- Argento ai campionati italiani allievi, 800 m piani - 1'55"46

2012
- Oro ai campionati italiani allievi, 800 m piani - 1'55"85

2013
- Oro ai campionati italiani juniores, 800 m piani - 1'53"90

2014
- Oro ai campionati italiani juniores indoor, 1500 m piani - 3'55"43
- Oro ai campionati italiani juniores, 800 m piani - 1'51"48
- Argento ai campionati italiani juniores, 1500 m piani - 3'53"41

2015
- Argento ai campionati italiani promesse indoor, 800 m piani - 1'51"40
- Bronzo ai campionati italiani promesse indoor, 1500 m piani - 3'49"27
- Argento ai campionati italiani promesse, 800 m piani - 1'48"69
- Bronzo ai campionati italiani promesse, 1500 m piani - 3'50"92

2016
- Oro ai campionati italiani promesse indoor, 800 m piani - 1'53"00
- Argento ai campionati italiani promesse indoor, 1500 m piani - 3'48"12
- Argento ai campionati italiani promesse, 1500 m piani - 3'53"05

2017
- Argento ai campionati italiani promesse, 800 m piani - 1'50"20
- Oro ai campionati italiani promesse, 1500 m piani - 3'49"33

2018
- Bronzo ai campionati italiani assoluti indoor, 1500 m piani - 3'45"48

2019
- Oro ai campionati italiani assoluti indoor, 1500 m piani - 3'44"97
- Argento ai campionati italiani assoluti, 800 m piani - 1'48"44

2020
- Argento ai campionati italiani assoluti, 1500 m piani - 3'40"93